# Asociación de hombres coreanos
Asociación de hombres coreanos u Hombre de Corea (coreano: 남성연대, 男性連帶) era un movimiento de derechos humanos y ONG de Corea del Sur. Su fundador y primer líder fue Sung Jae-ki. La asociación ha abogado por la eliminación de las políticas de igualdad entre hombres y mujeres.